# Zamarada herbuloti
Zamarada herbuloti är en fjärilsart som beskrevs av Fletcher 1974. Zamarada herbuloti ingår i släktet Zamarada och familjen mätare. Inga underarter finns listade i Catalogue of Life.